# 高知県立牧野植物園

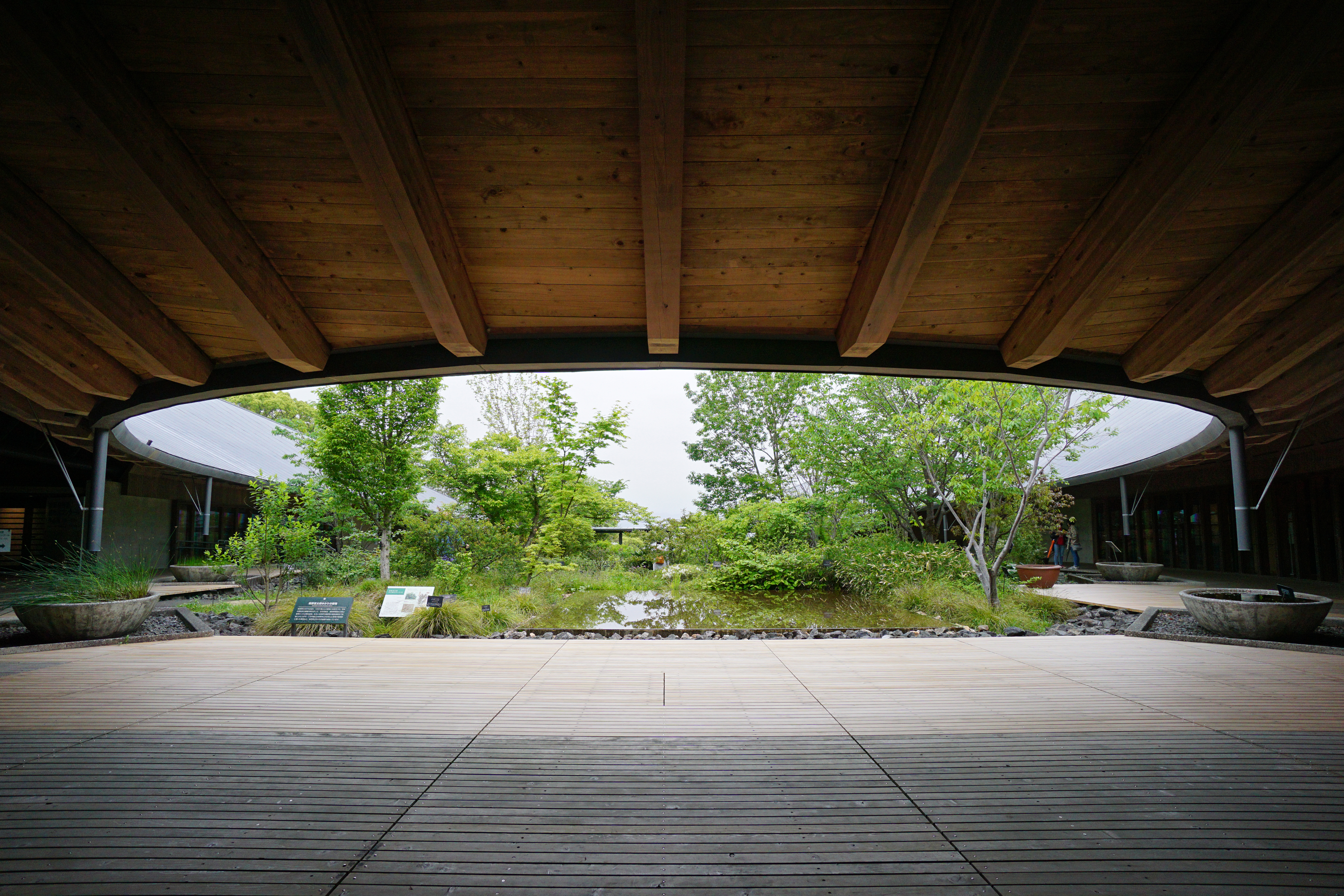
牧野富太郎記念館展示館

高知県立牧野植物園 （こうちけんりつまきのしょくぶつえん）は、高知県高知市五台山4200番地6にある植物園。高知県出身の植物学者牧野富太郎の業績を記念して開設された。

## 概要
1958年（昭和33年）に牧野富太郎の業績を顕彰する施設として、五台山に「県営牧野植物園」として開園する。1999年（平成11年）には園内に牧野富太郎記念館本館（内藤廣設計）が開館し、リニューアルオープン。2008年（平成20年）4月には南園に「50周年記念庭園」が誕生した。2010年（平成22年）4月24日には新温室がオープンした。
「牧野富太郎博士の偉業を顕彰し、植物研究を通じて、教育文化の向上及び産業振興に寄与するとともに、土佐寒蘭の保護及び知識の普及を図り、県民に対し、憩いの場を提供する」ことを設置目的としている。牧野博士の蔵書や遺品などを約5万8000点、標本庫には約30万点の国内外の標本を収蔵し、園内には3000種近い植物が栽培されている。
栽培する多種の植物から抽出した成分を創薬に活用するための連携協力協定を名古屋市立大学と2021年に結んだ。またミャンマーでの植物多様性の解明と資源調査、資源植物センターでの薬用資源植物の開発を行っている。

## 基本情報
- 面積 - 17.8ヘクタール
- 建築面積 - 8,789m2
- 所在地 - 高知県高知市五台山4200番地6

高知駅からMY遊バス（運行日・乗車券購入方法に注意）で24分、「牧野植物園前」下車、徒歩すぐ。
高知自動車道高知ICから20分。
- 開園時間 - 9時～17時
- 休園日 - 年末年始（12月27日～1月1日）[4]

## 施設
- 牧野富太郎記念館本館 - 展示室、レストラン、ミュージアムショップ、図書室
- 牧野富太郎記念館展示館 - 展示室、カフェ
- 日本伝統園芸植物鑑賞棚
- 土佐寒蘭センター
- 温室 - ジャングルゾーン、ウォーターガーデン、みどりの塔と回廊、展望デッキ
- カンナ＆ローズ園
- 芝生広場
- 南園 - 竹林寺旧境内
- 南園ガーデンショップnonoca
- 50周年記念庭園
- こんこん山広場 - 2019年3月21日グランドオープン
- ふむふむ広場 - 2019年4月27日オープン
- 植物研究交流センター - 2023年5月20日オープン、キッズラボ、実験室、レストラン

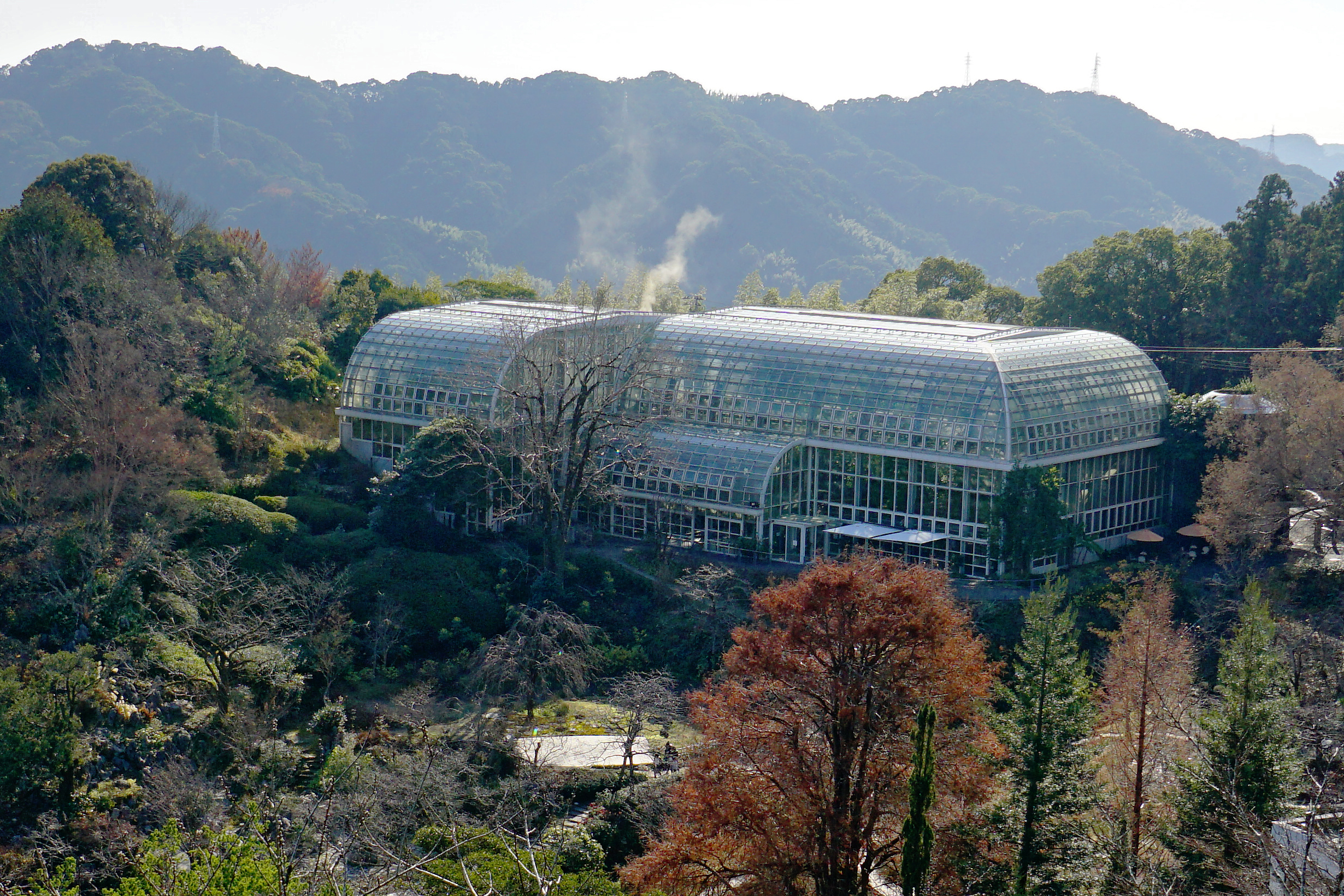
温室
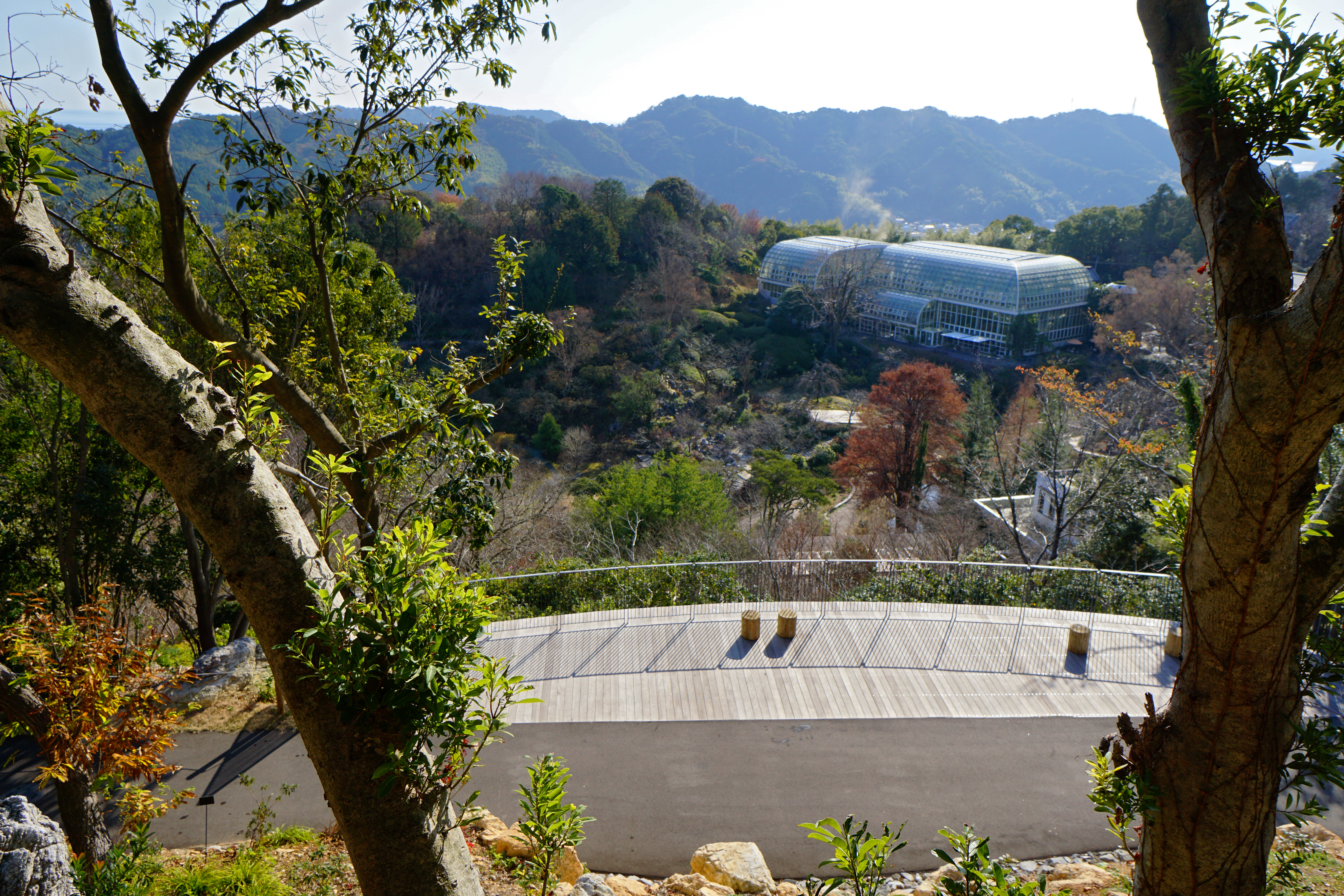
温室遠望
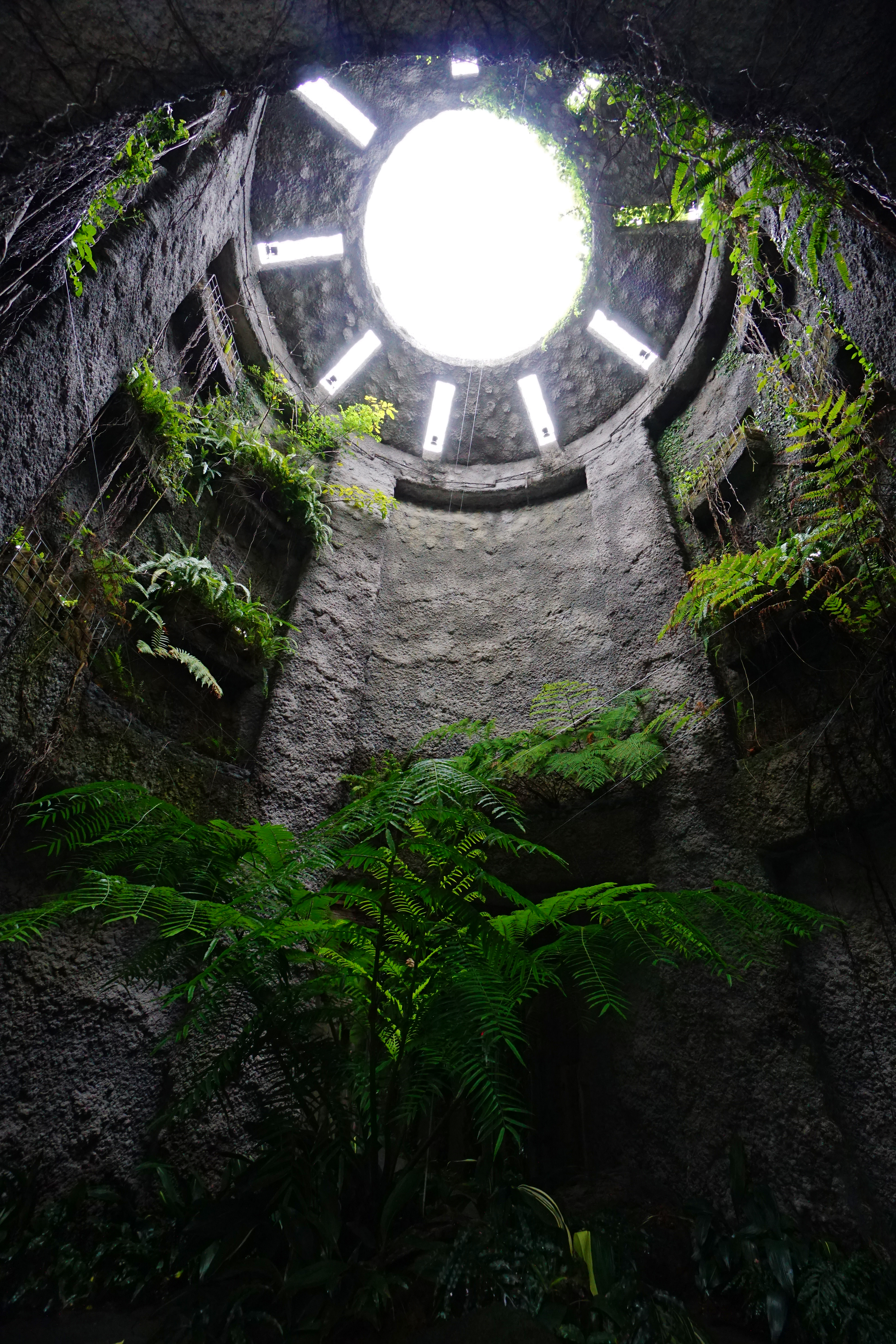
みどりの塔
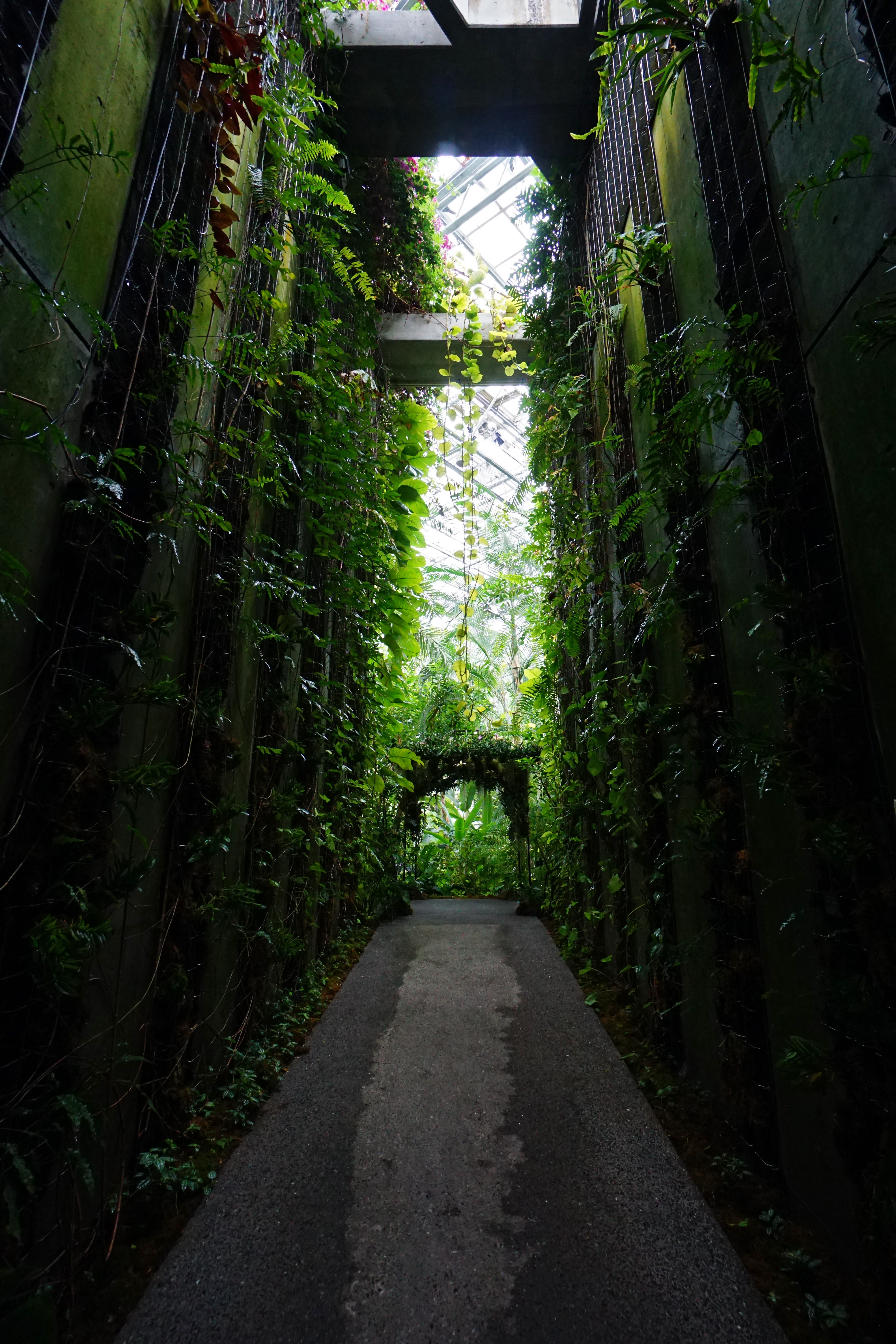
みどりの回廊
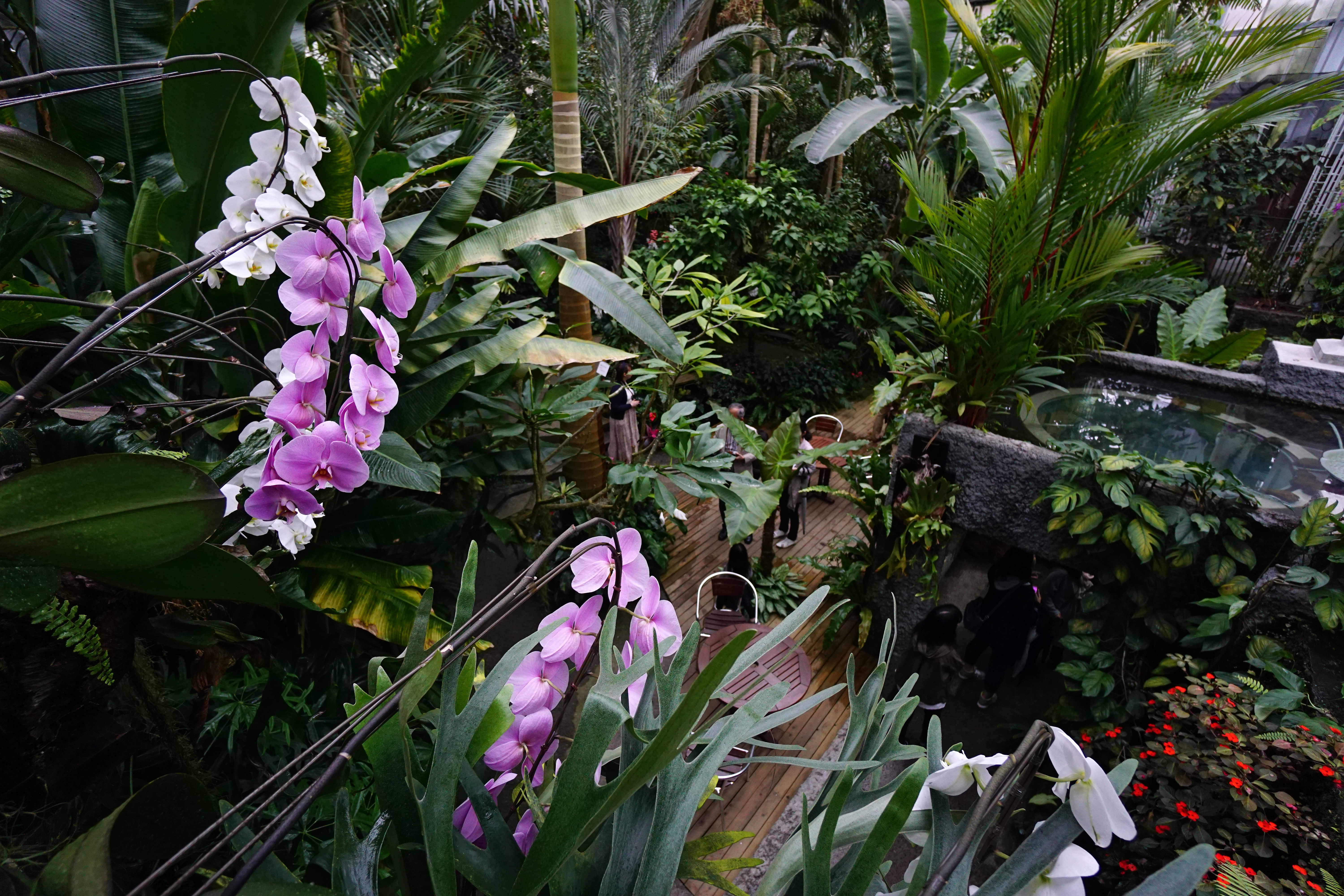
温室 - ジャングルゾーン
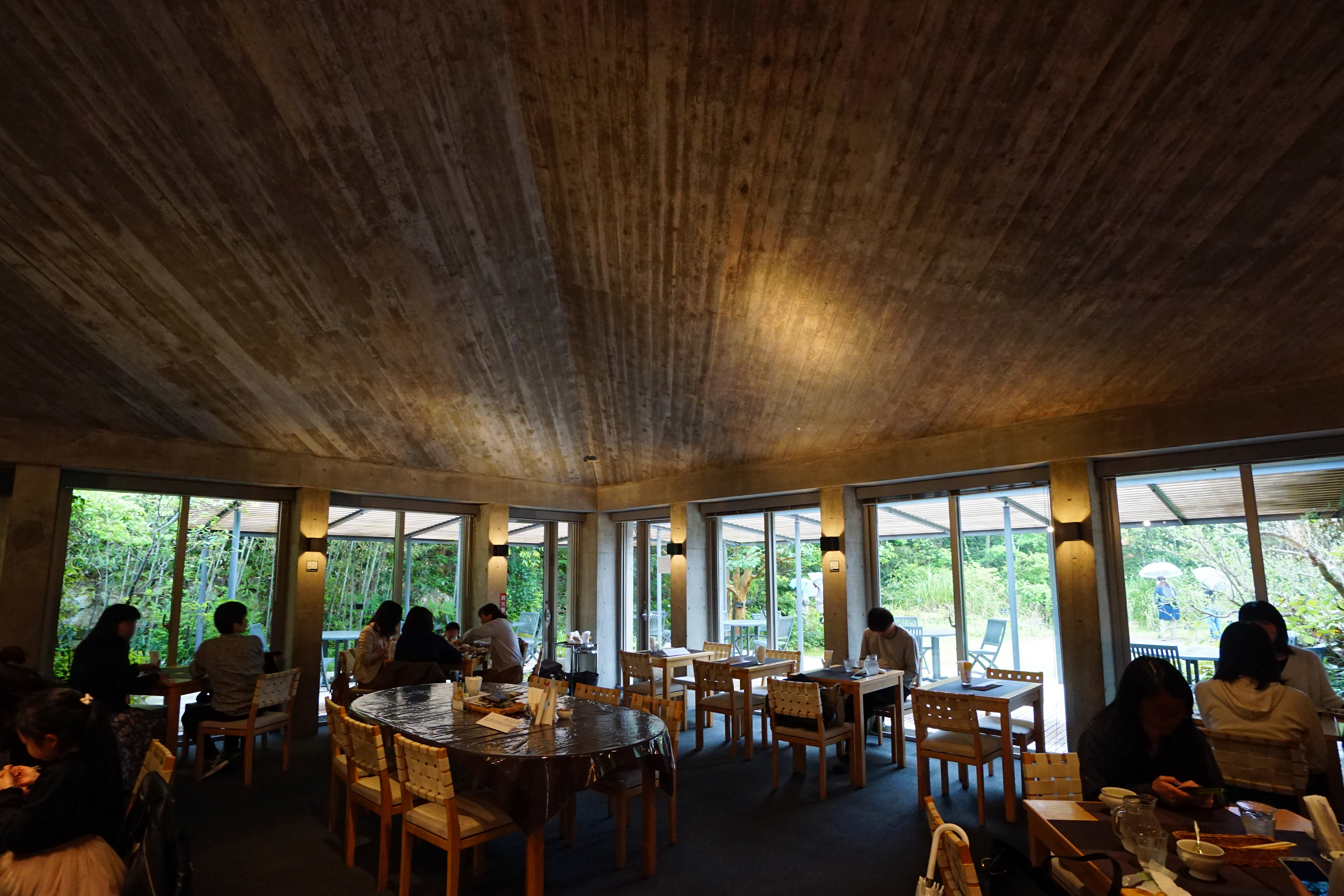
レストラン
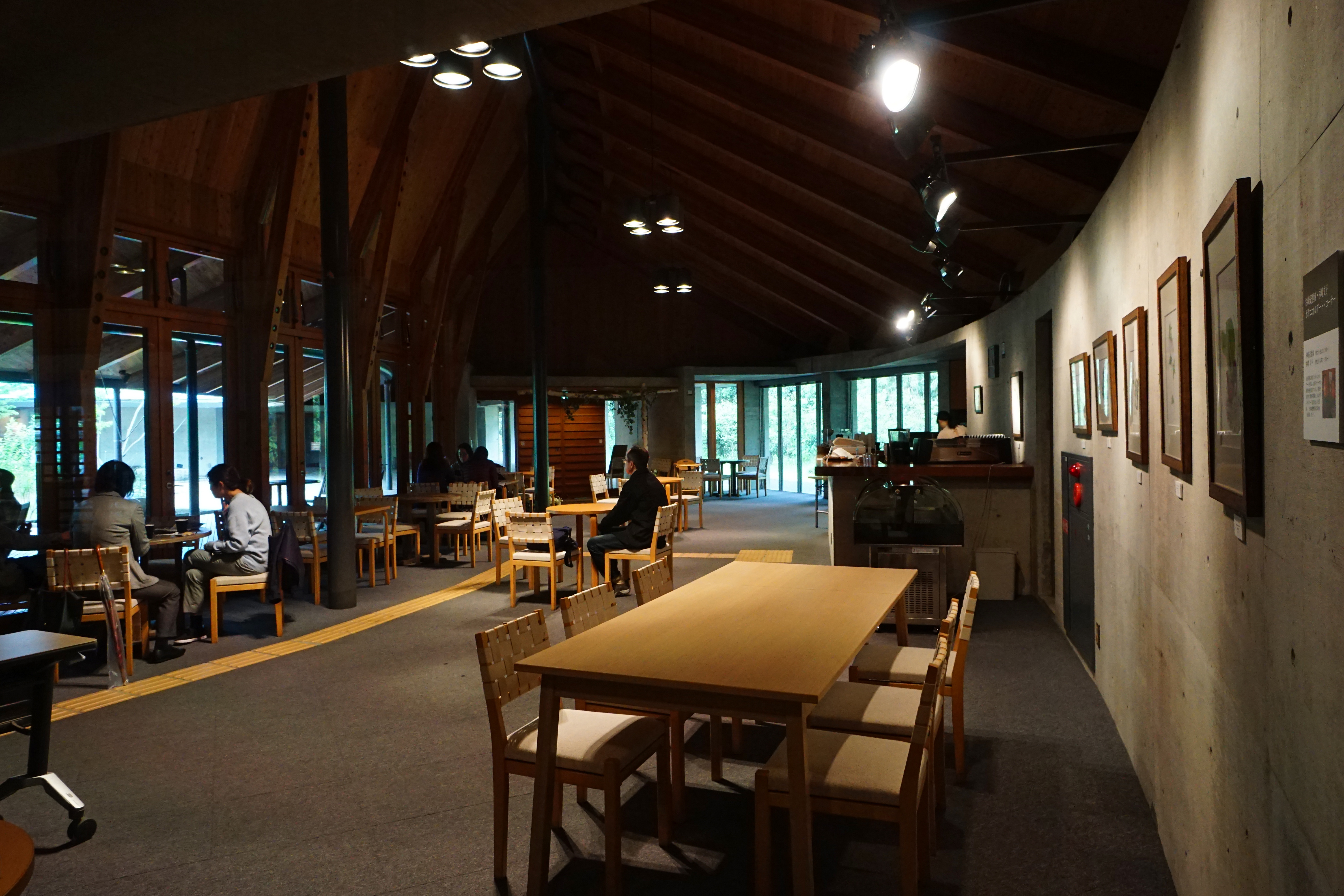
カフェ
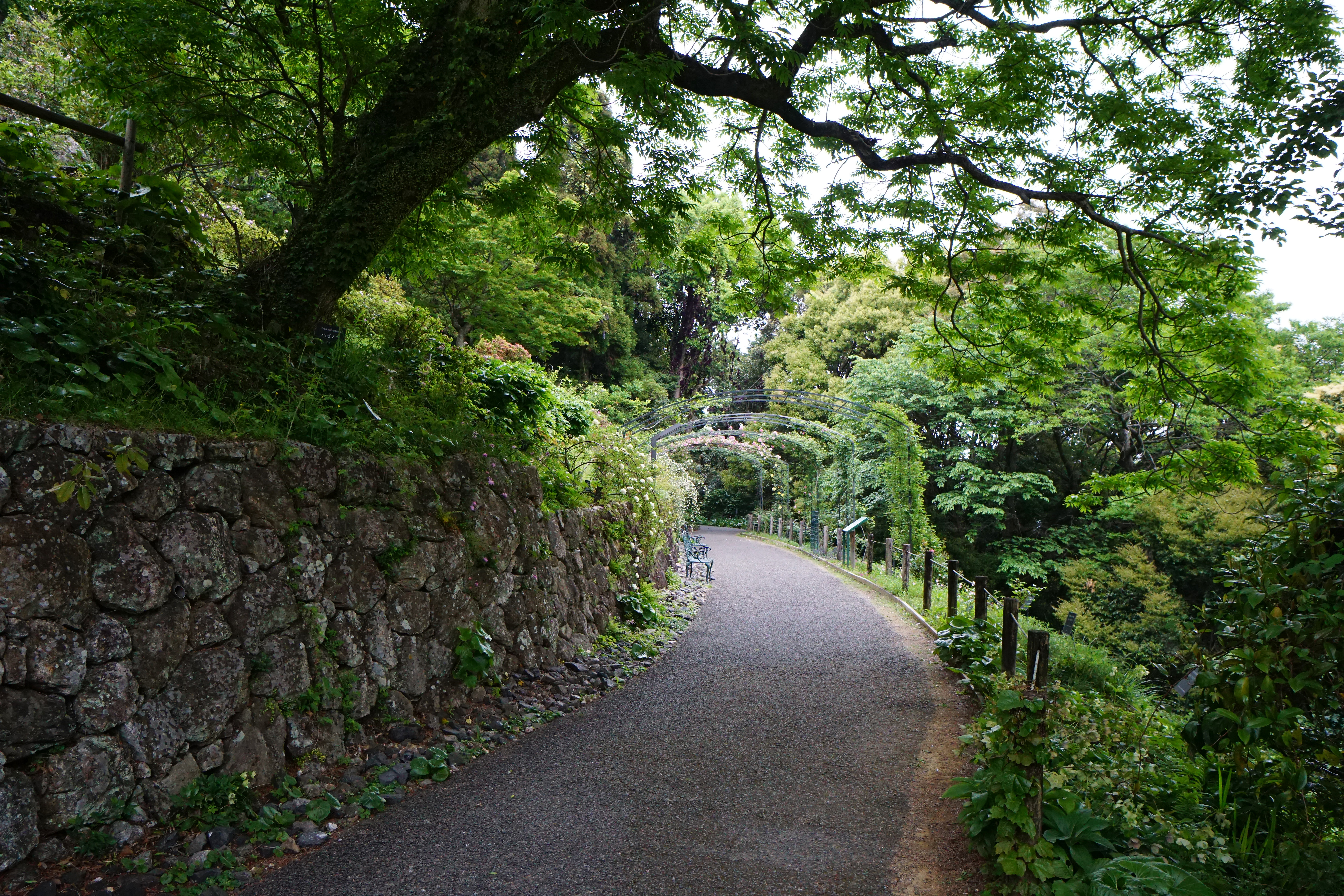
カンナ＆ローズ園

## 周辺情報
- 竹林寺 - 四国八十八箇所31番札所

## 歴代の園長
- 初 代：宮上重喜
- 2代：谷至
- 3代：山野上東司
- 4代：吉岡竹次郎
- 5代：山脇哲臣
- 6代：梶原義男
- 7代：大崎好清
- 8代：竹内陽一
- 9代：小谷浩三
- 10代：山本敏通
- 11代：中澤志郎
- 12代：野田定昭
- 13代：里見剛
- 14代：池本寛水
- 15代：小山鐵夫
- 16代：水上元[6]
- 17代：川原信夫（現園長）